# Những vụ tấn công của lực lượng biệt động Quân Giải phóng Miền Nam Việt Nam
Trong thời kỳ Chiến tranh Việt Nam, Những vụ tấn công vào đô thị Miền Nam trong chiến tranh Việt Nam chủ yếu được thực hiện bởi các lực lượng đặc công và du kích của Quân giải phóng Miền Nam ở các căn cứ vùng ngoại ô, phối hợp với các đơn vị biệt động thành hoạt động bí mật trong thành phố, hoặc các tổ chức ngoại vi của Mặt trận Dân tộc Giải phóng miền Nam Việt Nam (MTDTGP) chủ yếu gây bất ổn tại miền Nam và nhằm vào các mục tiêu quân sự như trại lính, kho tàng, tàu chở trang thiết bị quân sự; mục tiêu hậu cần như kho tàng, tàu tiếp tế, chung cư sĩ quan và mục tiêu dân sự như nhà hát, khách sạn, cầu cống, đường xe lửa, trường học, sân vận động... Cách thức tấn công đa dạng gồm có đặt mìn, thuốc nổ, đặt bom xe, pháo kích, cối kích, bắn hỏa tiễn, phục kích và kể cả tiến công bằng bộ binh. Đánh bom cảm tử rất hiếm khi xảy ra và nếu có cũng là ngoài kế hoạch ban đầu của người đặt bom (tuy nhiên cuộc tấn công vào Đại sứ quán Hoa Kỳ năm 1968 cũng có thể coi là một cuộc tấn công cảm tử).
Đường rầy xe lửa thường xuyên bị Mặt trận Dân tộc Giải phóng miền Nam Việt Nam  đặt chất nổ và hàng trăm vụ nổ làm lật các toa xe lửa khiến cho hệ thống đường xe lửa từ Bắc vào Nam do Pháp xây dựng chỉ sử dụng được từ Sài Gòn đến Long Khánh. Có ba cách đánh tiêu biểu của biệt động Sài Gòn là nổ chậm, cường tập và pháo kích. Đến 1965, lực lượng biệt động tập trung của quân khu Sài Gòn - Gia Định được thành lập gọi là F100, gồm 13 đội.
Bên cạnh những vụ tấn công vào các căn cứu quân sự, có những vụ tấn công vào các cơ sở dân sự nhằm mục đích tiêu diệt đội ngũ sĩ quan đối phương nhưng cũng gián tiếp gây thương vong cho dân chúng ở gần đó, nếu xét trên tiêu chuẩn hiện đại có thể bị xếp loại là hành động khủng bố.
Trong chiến tranh, truyền thông nhà nước Việt Nam Dân chủ Cộng hòa và Mặt trận Dân tộc Giải phóng miền Nam Việt Nam nói chung đều nêu những cuộc tấn công trên là rất cần thiết để góp phần vào sự nghiệp chống xâm lăng và thống nhất đất nước. Đến nay, một số vụ tấn công vẫn được nhà nước CHXHCN Việt Nam ca ngợi như những huyền thoại của cuộc chiến.

## Năm 1960
- Tháng 12, Câu lạc bộ Gôn Sài Gòn bị đánh bom, phía MTDTGP nói đã "tiêu diệt hàng loạt cố vấn Mỹ và chư hầu".[5]

## Năm 1962
- Ngày 20 tháng 5, bom nổ tại khách sạn Hưng Đạo làm bị thương 8 người Việt và 3 người Mỹ.[6]
- Ngày 26 tháng 10, dưới sự chỉ huy của Lê Thanh Tùng, nữ biệt động Lê Thị Thu Nguyệt cùng các đồng chí Cưỡng, Tùng, Quang trực thuộc Đội Biệt động 159 dùng lựu đạn làm nổ tung khu vực triển lãm quân sự tại Công trường Lam Sơn tại Sài Gòn, phá hủy chiếc trực thăng UH1A đang được trưng bày và làm chết một số cảnh sát và một sĩ quan Việt Nam Cộng hòa.[7]

## Năm 1963
Ngày 25 tháng 3, cơ sở nội tuyến của Đội biệt động 159 (do Mười Luân, bí số 8E, và Lê Thị Thu Nguyệt, đóng vai người yêu của Mười Luân) đã gắn một quả mìn hẹn giờ vào chiếc máy bay Boeing 707 chở 80 cố vấn Mỹ từ Sài Gòn bay đến Mỹ. Chiếc máy bay vừa đáp xuống phi trường Honolulu thì mìn phát nổ nhưng không làm ai bị thương vong vì tất cả hành khách đã di chuyển vào nhà ga sân bay. Nguyên nhân mìn phát nổ chậm là do áp suất trên cao làm đồng hồ hẹn giờ của quả mìn thay đổi .

## Năm 1964
Ngày 9 tháng 2, Khán đài một sân vận động dã cầu bị gài bom khiến 2 sĩ quan Mỹ thiệt mạng và 41 người khác bị thương.
Ngày 16 tháng 2, rạp hát Kinh Đô bị đánh bom làm 3 người Mỹ chết và hơn 32 người bị thương. Phía MTDTGP nói có hơn 150 lính Mỹ thiệt mạng trong vụ này.
Ngày 2 tháng 5, chiến hạm USS Card neo đậu ở cảng Sài Gòn bị người nhái đặt mìn làm bị chìm, nhiều máy bay trực thăng cùng khí tài quân sự bị phá hủy. Phía Mỹ nói có 5 thủy thủ thiệt mạng. MTDTGPMN tuyên bố 55 lính Mỹ chết và bị thương.
Ngày 18 tháng 6, MTDTGP tấn công một đoàn hộ vệ quân đội gần Bến Cát, Bắc Sài Gòn.
Ngày 25 tháng 8, khách sạn Caravelle bị đặt bom làm sập nhiều tầng. Phía MTDTGP nói có hơn 100 người bị chết và bị thương.
Ngày 31 tháng 10, sân bay Biên Hòa bị pháo kích, 5 chiếc B-57 Canberra bị phá hủy, 15 chiếc B-57 khác hư hại nặng. 4 trực thăng và 3 chiếc A-1 Skyraiders cũng bị phá hủy. 5 lính Mỹ chết và 76 lính khác bị thương.
Ngày 24 tháng 12, cư xá Brinks ở Sài Gòn là nơi ở của hơn 125 sĩ quan Mỹ và dân thường bị đánh bom bởi một thành viên MTDTGPMN đóng giả làm sĩ quan Việt Nam Cộng hòa. Bom được đưa vào garage của cư xá và cho phát nổ làm sập 3 tầng của tòa nhà, giết 66 người trong đó có 2 sĩ quan Mỹ và làm hơn 100 người khác bị thương. Sự kiện này do các biệt động thành là Bảy B (Nguyễn Thanh Xuân), Nguyễn Hóa, Nguyễn Nông, Nguyễn Thông thực hiện.

## Năm 1965

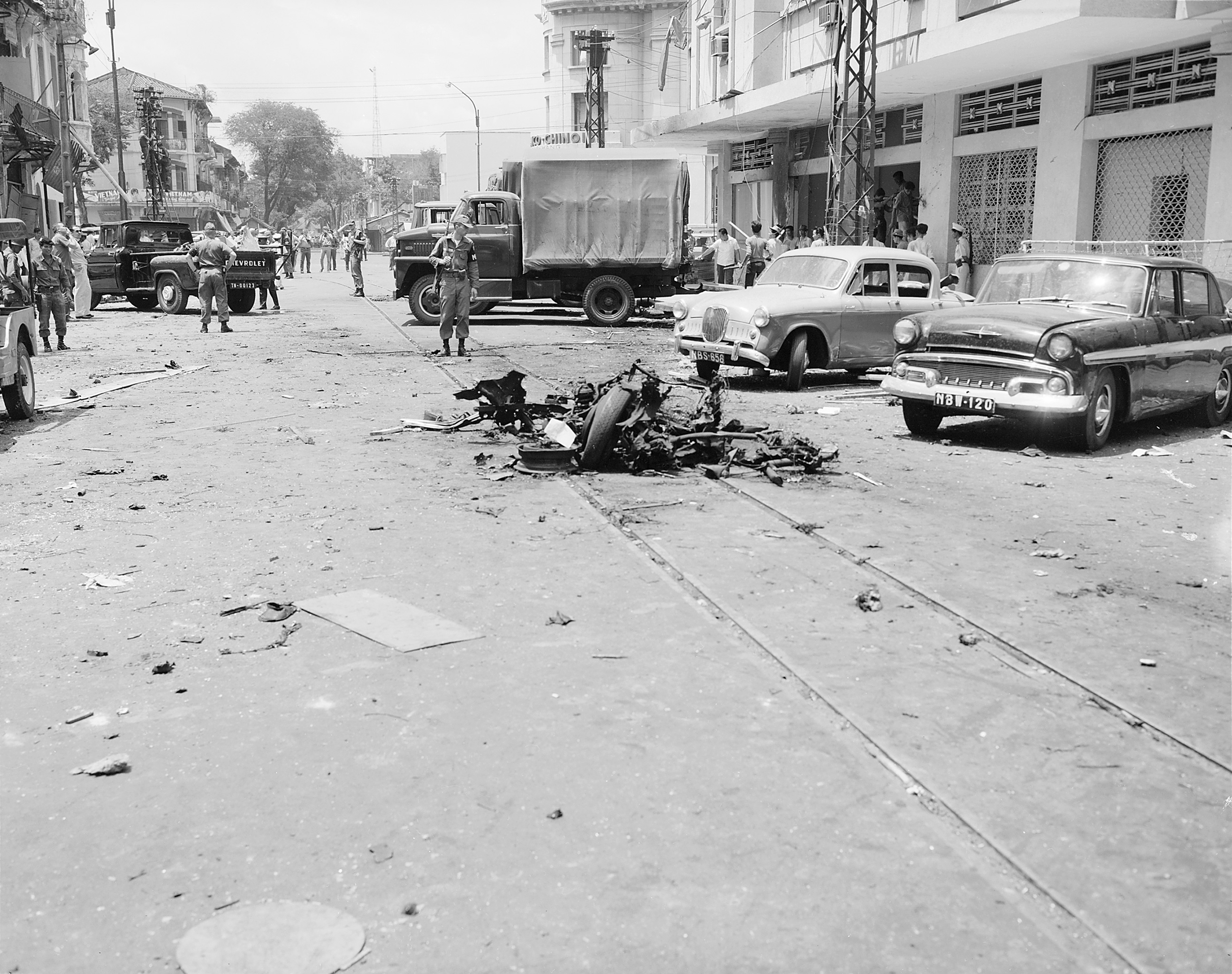
Đánh bom tại Sài Gòn năm 1965

Ngày 7 tháng 2, căn cứ quân sự Mỹ tại Pleiku bị tấn công làm 8 lính Mỹ thiệt mạng, 104 lính Mỹ bị thương. Sự kiện này được tổng thống Johnson lấy lý do để leo thang ném bom miền Bắc trong chiến dịch Sấm Rền.
Ngày 30 tháng 3, 3 thành viên của MTDTGPMN, trong đó có Bảy Bê (một biệt động nổi tiếng) phối hợp đánh bom Tòa Sứ quán Mỹ tại đường Hàm Nghi. 22 người trong đó có 19 người Việt, 2 nhân viên Mỹ và một người Philippin bị thiệt mạng, 83 người khác bị thương, trong đó có phó đại sứ Mỹ A. Johnson. Phía MTDTGP tuyên bố đã thiêu rụi 30 xe ô tô, làm 100 nhân viên Mỹ chết và bị thương. Các biệt động tham gia là Tư Việt, Bảy B và Thế, trinh sát bộ binh. Người trinh sát cho trận đánh là Năm Nông, Minh Nguyệt.
Ngày 25 tháng 6, nhà hàng nổi Mỹ Cảnh trên sông Sài Gòn bị đặt bom làm hơn 40 người thiệt mạng, trong đó có 9 người Mỹ và làm hơn 50 thường dân bị thương.
Ngày 1 tháng 7, sân bay Biên Hòa bị đặc công quân Giải phóng tấn công. 3 máy bay vận tải cỡ lớn C-130, 3 mày bay F-102 bị phá hủy, 3 chiếc F-102 khác bị hư hại nặng. 1 đặc công tử trận.
Ngày 18 tháng 8, Tổng Nha Cảnh sát bị đánh bom làm 6 người chết và 15 người bị thương.
Ngày 4 tháng 10, Sân vận động Cộng Hòa bị đặt bom làm 11 người thiệt mạng, 42 thường dân khác bị thương. Phía MTDTGP tuyên bố diệt và làm bị thương 49 lính VNCH.
Ngày 4 tháng 12, khách sạn Metropol bị đánh bom làm nhiều xe cộ bị phá hủy. Không rõ số thương vong.
Ngày 30 tháng 12, ký giả Từ Chung của tờ Chính Luận bị đội biệt động 67 ám sát khi về nhà ăn trưa. Trước đó ký giả này đã đăng tải những lời đe dọa mà ông ta đã nhận được từ phía MTDTGP.

## Năm 1966
Ngày 7 tháng 1, một quả mìn Claymore phát nổ tại cổng sân bay Tân Sơn Nhứt làm 2 người chết.
Ngày 23 tháng 8, tàu USS Baton Rouge Victory bị đặt mìn trên sông Lòng Tàu làm chết 7 lính Mỹ.

## Năm 1967
Ngày 15 tháng 7, sân bay Đà Nẵng bị pháo kích, 10 máy bay bị phá hủy, 49 chiếc khác bị hư hại. 8 lính Mỹ chết và 175 lính khác bị thương.
Ngày 5 tháng 12, du kích Mặt trận Dân tộc Giải phóng miền Nam Việt Nam tấn công vào làng người Thượng Đắk Sơn. Ngôi làng đã bị phóng hoả làm 252 người chết.

## Năm 1968
Ngày 2 tháng 3, một cuộc phục kích diễn ra gần sân bay Tân Sơn Nhứt làm 48 lính Mỹ chết.

### Trận Mậu Thân
Rạng ngày 30 tháng 1 năm 1968, các du kích thuộc MTDTGP cùng quân chính quy Quân đội Nhân dân Việt Nam và các lực lượng tại chỗ đã đồng loạt tấn công các khu đô thị cùng các căn cứ quân sự tại Nam Việt Nam. Chiến sự dai dẳng kéo dài nhiều tuần sau đó.
Sài Gòn là một trong những nơi bị tấn công đầu tiên vào các mục tiêu quan trọng: Hơn 35 đơn vị đã tập kích Sân bay Tân Sơn Nhứt, Dinh Tổng thống, Đại sứ quán Mỹ, Đài phát thanh Sài Gòn, Bộ tổng Tham mưu. Các căn cứ như Long Bình, Phù Đổng, Cổ Loa, Hạnh Thông Tây, Đồng Dù (Củ Chi) cũng bị tấn công. Riêng các mục tiêu như Trụ sở cơ quan viện trợ MACV, Bộ tư lệnh hải quân, kho xăng Nhà Bè, Tổng nha Cảnh sát không thực hiện được.
Tòa đại sứ quán Mỹ bị tấn công và chiếm đóng gần nửa ngày mới bị thất thủ. Trong 18 du kích biệt động tại đây, chỉ có một người sống sót nhưng đã tiêu diệt và làm bị thương hơn 150 quân đối phương.
Tại phi trường Tân Sơn Nhứt có 181 du kích MTDTGP thuộc tiểu đoàn 16 đã bị thương vong trong trận tấn công vào sân bay.
Tại Chợ Lớn, chiến sự ác liệt diễn ra làm nhiều nhà dân bị hư hại nghiêm trọng.
Ngày 5 tháng 5, MTDTGPMN tiến hành Mậu Thân đợt 2 nhưng bị đánh lui.

## Năm 1971
Ngày 10 tháng 11 năm 1971, tổ trinh sát vũ trang Ban An ninh T4 bao gồm Vũ Quang Hùng và Lê Văn Châu ám sát giáo sư Nguyễn Văn Bông là Viện trưởng Học viện Quốc gia Hành chánh, lãnh đạo của đảng Tân Đại Việt, người thành lập Phong trào Quốc gia cấp tiến tại ngã tư Cao Thắng - Phan Thanh Giản bằng 4 kg chất nổ C4 được liên kết với ba trái lựu đạn.

## Năm 1972
Ngày 2 Tháng 8, kho xăng ở Đà Nẵng bị biệt động thành Đà Nẵng đặt bom phá hủy số lượng lớn xăng dầu. Sân bay Đà Nẵng bị pháo kích, 4 máy bay bị hư hại, 1 lính Mỹ chết và 20 bị thương.
Ngày 10 Tháng 9, sân bay Đà Nẵng bị đặc công tấn công. 1/4 căn cứ bị phá hủy, các đám cháy kéo dài tới ngày. 3 máy bay bị phá hủy và 95 chiếc khác bị phá hỏng (chiếm 3/4 số máy bay tại căn cứ). Nhiều lính và phi công Mỹ chết, hơn 50 bị thương chưa kể tổn thất của không quân VNCH. 6 đặc công quân Giải phóng tử trận.
Ngày 3 tháng 12, Đặc công rừng Sác tấn công kho xăng Nhà Bè, kho xăng bị cháy suốt 10 ngày đêm, thiêu huỷ hàng triệu lít xăng.

## Năm 1974
Ngày 9 tháng 3, trường tiểu học Cai Lậy (Tiền Giang) bị nã súng cối 82 ly. Theo tuyên bố của tướng Lâm Quang Thi, vụ tấn công này đã làm 34 học sinh bị chết và hơn 70 người khác bị thương, còn theo Bộ Ngoại giao Hoa Kỳ thì có 32 học sinh chết và 55 bị thương.